# Iglesia protestante unida de Francia
La Iglesia Protestante Unida de Francia (en francés: Église protestante unie de France, EPUdF) es la consecución del proceso de unión, iniciado en 2007 entre la Iglesia Reformada de Francia y la Iglesia Evangélica Luterana de Francia, unión confirmada en 2013. El primer sínodo nacional se celebró en mayo de 2013 en Lyon. Actualmente es la iglesia Cristiana protestante más grande en cuanto a fieles se refiere de la nación de Francia.

## Historia
Al siglo XVI, la Reforma protestante aparece casi simultáneamente en varios puntos de Europa.
En Francia la Reforma Protestante procede de una doble fuente:
- Humanista con el Cenáculo de Meaux,
- Luterana y reformada con teólogos como Guillaume Farel o Martín Bucer.

La síntesis y la estructura de la iglesia son la obra de Juan Calvino que estableció los principios de la Reforma a Ginebra.
El primer sínodo de la Iglesia Reformada de Francia (ERF), equivalente francés de la Iglesia de Ginebra y primera iglesia protestante de Francia, se mantuvo en París en 1559.
De su lado la Iglesia evangelista luterana de Francia (EELF)) estaba la reunión de las Inspecciones eclesiásticas de París y de Montbéliard.
Después de la consulta de las diversas asambleas, la aprobación por los sínodos regionales, la unión de las dos obediencias resultó efectiva después del sínodo fundador de Belfort, el 18 de mayo de 2012, que dio nacimiento a la Iglesia Reformada Unida de Francia.
Según un censo de la denominación, en 2020 tendría 1,000 iglesias y 250,000 miembros.

## Orígenes del nombre
El adjetivo « unido» está utilizado para significar la unión de dos Iglesias separadas, pero igualmente por referencia a las otras Iglesias protestantes en el mundo que han utilizado unión, como el sustantivo tal que la Unión de las Iglesias protestantes de Alsacia y de Lorena (UEPAL) o como adjetivo, como en Bélgica laIglesia protestante unida de Bélgica, y también en Gran Bretaña, Alemania, Canadá,  Australia, Estados Unidos, etc.

## Dogma y organización

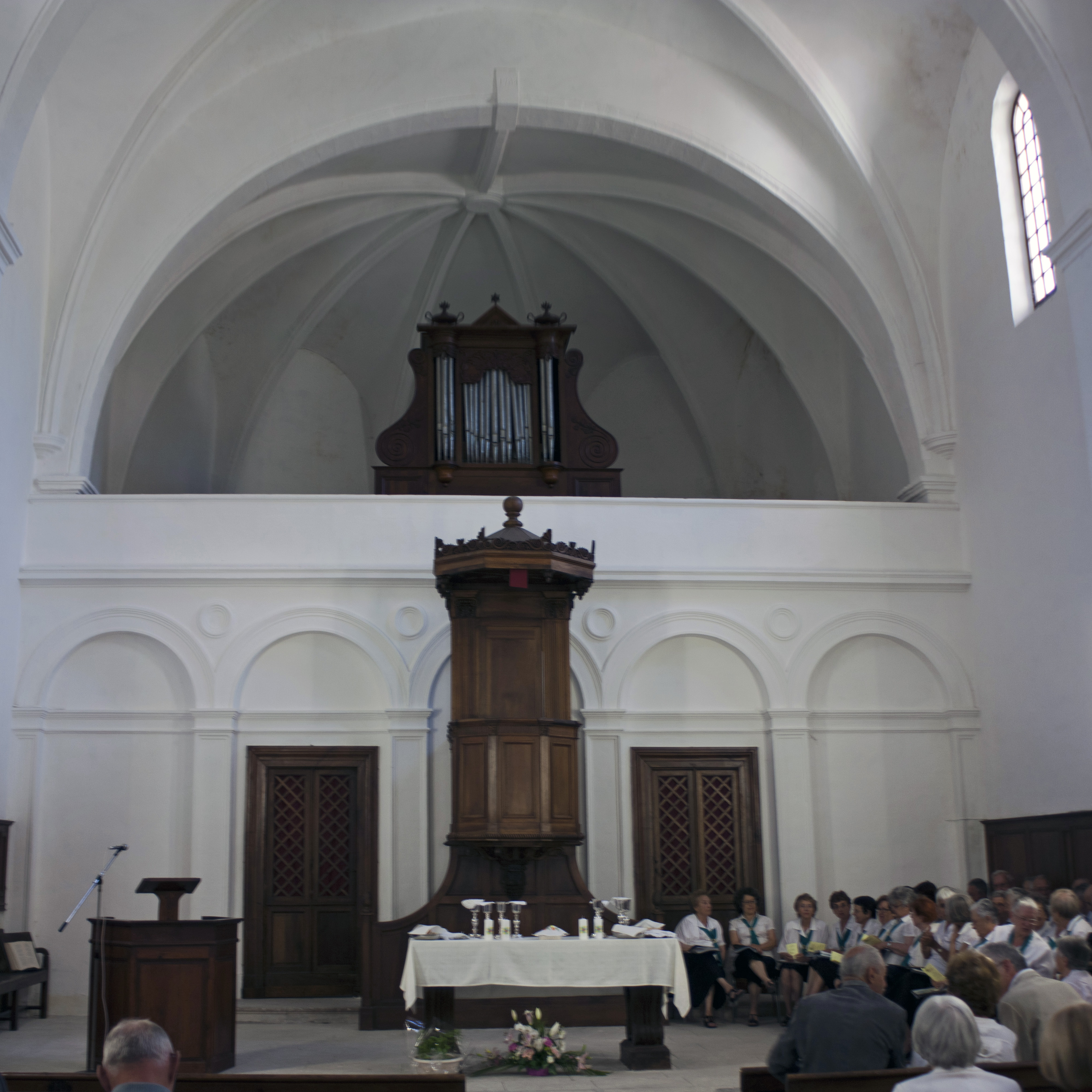
Asamblea constituyente del Sommiérois-Vaunage

La Iglesia protestante unida de Francia está gobernada según el régimen presbiteriano-sinodal. Jesús, el Cristo, es a propiamente hablar el solo jefe de la Iglesia; su autoridad no está delegada a una persona.
La Iglesia protestante unida es por lo tanto estructurada en asambleas y en consejos electos. Asambleas parroquiales designan sus representantes a uno de los veinte sínodos regionales. Un sínodo nacional se reúne cada cuatro años para hacer la síntesis de los trabajos efectuados en los sínodos regionales y para elegir el representante de la iglesia.
Sobre ciertos asuntos de sociedad, la síntesis puede parecer difícil y conducir a apresamientos de posiciones polémicas :
En mayo de 2015, la Iglesia protestante unida de Francia adoptó la posibilidad de bendecir las parejas homosexuales (el matrimonio no es considerado un sacramento para los protestantes). Esta decisión controvertida estrenó la creación de un movimiento, Los Atestiguantes, opuesto a esta evolución, reagrupando 15% de los fieles.
No obstante, a este día, la unidad de la iglesia está preservada.

### Artículos connexos
- Hugonotes
- Protestantismo
- Matanza de San Bartolomé